# ويليام مورغان (مهندس معماري)
ويليام مورغان (بالإنجليزية: William Morgan)‏ هو مهندس معماري أمريكي، ولد في 14 ديسمبر 1930 في فيلادلفيا في الولايات المتحدة، وتوفي في 18 يناير 2016.